# Baojun 530
Baojun 530 (кит. 宝骏530) — компактный кроссовер, выпускающийся с января 2018 года подразделением Baojun совместного предприятия SAIC-GM-Wuling.

## Описание
Продажи Baojun 530 начались в феврале 2018 года в Китае, затем в январе 2019 года автомобили начали продаваться в Индонезии под названием Wuling Almaz. В ноябре 2018 года в Колумбии Baojun 530 начал позиционироваться как второе поколение Chevrolet Captiva. С апреля 2019 года Chevrolet 530 продаётся на нескольких рынках Южной Америки. С июня 2019 года Baojun 530 продаётся в Индии под названием MG Hector (Hector Plus).
В Китае Baojun 530 оснащается 1,5-литровым бензиновым двигателем с турбонаддувом Honeywell в паре с пятиступенчатой механической трансмиссией, либо же с шестиступенчатой трансмиссией с двумя сцеплениями. Также в моторную гамму входит 1,8-литровый атмосферный двигатель в паре с пятиступенчатой автоматизированной трансмиссией.
С ноября 2018 года Baojun 530 стал оснащаться бесступенчатой трансмиссией Bosch. В январе 2019 года в производство была запущена 7-местная версия Baojun 530.

### Фейслифтинг
20 сентября 2019 года Baojun 530 прошёл фейслифтинг.

## Технические характеристики
| Модель     | Код         | Объём                      | Мощность                                                                         | Крутящий момент                                                 | Трансмиссия                    | Рынки                                          |
| ---------- | ----------- | -------------------------- | -------------------------------------------------------------------------------- | --------------------------------------------------------------- | ------------------------------ | ---------------------------------------------- |
| 1.5T       | LJO         | 1,451 см3                  | 110 кВт (147 л. с.) при 5,500 об/мин                                             | 230 Н⋅м при 2,000—3,800 об/мин                                  | 6-скор. МКПП, 6-скор. DCT      | Китай (2018), Латинская Америка                |
| 1.5T       | LJO         | 1,451 см3                  | 108 кВт (145 л. с.) при 5,500 об/мин                                             | 250—255 Н⋅м при 1,600—3,600 об/мин                              | 6-скор. МКПП, CVT              | Китай (2019), Латинская Америка/Ближний Восток |
| 1.5T       | LJO         | 1,451 см3                  | 105 кВт (141 л. с.) при 5,200 об/мин                                             | 250 Н⋅м при 1,600—3,600 об/мин                                  | 6-скор. МКПП, 6-скор. DCT, CVT | Индия                                          |
| 1.5T       | LJO         | 1,451 см3                  | 104 кВт (140 л. с.) при 5,200 об/мин                                             | 250 Н⋅м при 1,600—3,600 об/мин                                  | 6-скор. МКПП, CVT              | Индонезия, Таиланд                             |
| 1.8        | LJ4         | 1,798 см3                  | 101 кВт (135 л. с.) при 5,600 об/мин                                             | 186 Н⋅м при 3,600—4,600 об/мин                                  | 5-скор. AMT                    | Китай (2018)                                   |
| 2.0 Diesel | Multijet II | 1,956 см3                  | 125 кВт (168 л. с.) при 3,750 об/мин                                             | 350 Н⋅м при 1,750—2,500 об/мин                                  | 6-скор. МКПП                   | Индия                                          |
| 2.0 Hybrid | LJM20A      | 1,999 см3 (Цикл Аткинсона) | 92 кВт (123 л. с.) при 5,600 об/мин (ДВС) 130 кВт (174 л. с.) (электродвигатель) | 168 Н⋅м при 4,000—4,400 об/мин (ДВС) 320 Н⋅м (электродвигатель) | Dedicated Hybrid Transmission  | Индонезия                                      |

## Галерея

### Wuling Almaz
- 2019 Wuling Almaz
- 2019 Wuling Almaz
- 2021 Wuling Almaz RS Pro
- 2021 Wuling Almaz RS Pro
- 2023 Wuling Almaz RS Pro
- Интерьер

### Chevrolet Captiva
- 2020 Chevrolet Captiva 1.5T LT
- 2020 Chevrolet Captiva 1.5T LT
- 2022 Chevrolet Captiva 1.5T Premier
- 2023 Chevrolet Captiva 1.5T Premier
- Интерьер Chevrolet Captiva 1.5T LT
- Интерьер Chevrolet Captiva 1.5T Premier

### MG Hector
- 2021 MG Hector

#### MG Hector Plus
- Вид спереди
- Вид сзади
- Интерьер

## Продажи
В 2022 году Captiva 530 стал самым продаваемым SUV в Мексике.
| Год  | Baojun 530 | Wuling Almaz | MG Hector | Chevrolet Captiva | Chevrolet Captiva |
| Год  | Китай      | Индонезия    | Индия     | Таиланд           | Мексика           |
| ---- | ---------- | ------------ | --------- | ----------------- | ----------------- |
| 2018 | 116,324    |              |           |                   |                   |
| 2019 | 83,079     | 9,743        | 15,930    | 530               |                   |
| 2020 | 89,428     | 1,947        | 25,935    | 2,588             |                   |
| 2021 | 93,432     | 9,694        | 31,509    | 138               | 10,761            |
| 2022 | 33         | 5,406        |           |                   | 19,178            |
| 2023 |            | 1,856        |           |                   | 17,345            |